# Arc (navegador)
Arc é um navegador de software gratuito desenvolvido pela The Browser Company, uma startup fundada por Josh Miller e Hursh Agrawal. Foi lançado em 19 de abril de 2022 após um teste beta fechado. Arc está disponível para uso no macOS, iOS, Microsoft Windows e Android.
Ao contrário de alguns navegadores, Arc usa guias verticais (que podem ser encontradas em uma barra lateral). A barra lateral contém todas as funcionalidades do navegador além da janela de navegação. Arc é baseado em Chromium e é escrito em Swift. Ele suporta extensões do navegador Chrome e usa a pesquisa pelo Google por padrão. Os críticos deram ao Arc uma recepção geralmente positiva, citando as novas ideias e recursos que o navegador apresenta. No entanto, a maioria dos revisores concordou que o navegador precisava de melhor polimento antes de se tornar um navegador "perfeito".[carece de fontes?]

## Produção e Lançamento
Arc foi projetado pela The Browser Company, uma empresa iniciante da cidade de Nova Iorque fundada por Josh Miller e Hursh Agrawal em 2019. A Browser Company tem ex-funcionários de outras empresas de tecnologia, incluindo Instagram, Tesla, Medium e Google.

## Design
Como outras novas startups de navegadores, como o SigmaOS, o Arc foi projetado para ser um "sistema operacional para a web" e integra a navegação padrão com os próprios aplicativos do Arc através do uso de uma barra lateral. O navegador foi projetado para ser personalizável e permite que os usuários alterem esteticamente a forma como veem sites específicos.

## Recepção
Arc recebeu críticas geralmente favoráveis dos críticos. How-To Geek deu ao navegador uma nota 7/10, dizendo que "o Arc tem algumas ideias excelentes e a confiança para apoiá-las... mas parece que precisa de um pouco mais de polimento para oferecer uma experiência de navegação suave...". David Pierce, do The Verge, concordou e disse que "o Arc não é perfeito e leva algum tempo para se acostumar, mas está cheio de grandes ideias novas sobre como devemos interagir com a web — e está certo na maioria das vezes". Em um artigo publicado pela Fast Company, Jared Newman chamou o Arc de "a mais polida de todas as tentativas de reimaginar o navegador da web".
Chris Smith, do BGR, criticou o navegador: "O Arc está forçando você a criar uma conta antes de experimentar o navegador. O Google e a Microsoft estão morrendo de vontade de que você use seus navegadores enquanto estiver conectado, mas eles não vão forçá-lo a registrar uma conta se não quiser."